# Anel Ahmedhodžić
Anel Ahmedhodžić (Malmö, 26 de marzo de 1999) es un futbolista bosnio-sueco que juega de defensa en el Feyenoord de la Eredivisie.

## Trayectoria
Comenzó su carrera deportiva en el Nottingham Forest, del EFL Championship, en 2016.
En 2019 se marchó al Malmö FF, que lo cedió, de forma inmediata, al Hobro IK. A su regreso jugó más de cien encuentros antes de volver a ser cedido el 31 de enero de 2022 al F. C. Girondins de Burdeos. Tras este préstamo regresó a Inglaterra después de ser traspasado al Sheffield United F. C.
El 5 de agosto de 2025, tras tres años en Sheffield en los que disputó 114 encuentros y marcó doce goles, fue transferido al Feyenoord.

## Selección nacional
Ahmedhodžić fue internacional sub-17, sub-19 y sub-21 con la selección de Suecia, antes de convertirse en internacional absoluto el 9 de enero de 2020, en un amistoso frente a Moldavia.
En septiembre de 2020 decidió cambiar su nacionalidad deportiva por la bosnia, siendo convocado en ese mismo mes para el playoff de clasificación para la Eurocopa 2020 frente a la selección de Irlanda del Norte y para los partidos de la Liga de Naciones de la UEFA 2020-21 frente a los Países Bajos y Polonia, debutando en el encuentro ante los norirlandeses.

## Clubes
| Club                                | País         | Año       |
| ----------------------------------- | ------------ | --------- |
| Nottingham Forest F. C.             | Inglaterra   | 2016-2019 |
| Malmö FF                            | Suecia       | 2019-2022 |
| Hobro IK (cedido)                   | Dinamarca    | 2019-2020 |
| F. C. Girondins de Burdeos (cedido) | Francia      | 2022      |
| Sheffield United F. C.              | Inglaterra   | 2022-2025 |
| Feyenoord                           | Países Bajos | 2025-     |

## Palmarés

### Títulos nacionales
| Título      | Club     | País   | Año  |
| ----------- | -------- | ------ | ---- |
| Allsvenskan | Malmö FF | Suecia | 2020 |
| Allsvenskan | Malmö FF | Suecia | 2021 |